# Bajkiwka (obwód winnicki)
Bajkiwka (ukr. Байківка) – wieś na Ukrainie, w obwodzie winnickim, w rejonie chmielnickim, w hromadzie Janów. W 2001 liczyła 552 mieszkańców, spośród których 544 wskazało jako ojczysty język ukraiński, a 8 rosyjski.